# Parafia Trójcy Przenajświętszej w Ciechanowcu
Parafia pw. Trójcy Przenajświętszej w Ciechanowcu – rzymskokatolicka parafia należąca do dekanatu Ciechanowiec, diecezji drohiczyńskiej, metropolii białostockiej.

## Historia
Parafia powstała około 1446 roku, ponownie erygowana w 1617 roku.

## Obszar parafii

### Miejscowości i ulice
W granicach parafii znajdują się (stan w 2021 r.) miejscowości:

- Antonin,
- Bujenka,
- Ciechanowczyk,
- Dąbczyn,
- Gaj,
- Kosiorki,
- Kostuszyn-Kolonia,
- Malec,
- Podgajki
- Poniaty,
- Przybyszyn,
- Tworkowice,
- Wojtkowice-Dady,
- Wojtkowice-Glinna,
- Wojtkowice Stare,
- Zadobrze.

oraz ulice Ciechanowca: 

- 11-go Listopada,
- Armii Krajowej,
- Betoniarska,
- Długa,
- Drohicka,
- Dworska,
- Glinki,
- Kilińskiego,
- Kościelna,
- Kościuszki,
- Mickiewicza,
- Mostowa,
- Ogrodowa,
- Olszewskiego,
- Orzeszkowej,
- Parkowa,
- Pińczowska,
- Plac 3 Maja,
- Plac ks. Kluka,
- Plac Odrodzenia,
- Polska, Przechodnia,
- Sienkiewicza,
- Spółdzielcza,
- Staropolska,
- Szeroka,
- Szkolna,
- Świętojańska,
- Uszyńskiego,
- Wąska,
- Wiatraczna,
- Wierzbowa,
- Wińska,
- Wojska Polskiego,
- Wspólna,
- Żwirki i Wigury

## Galeria

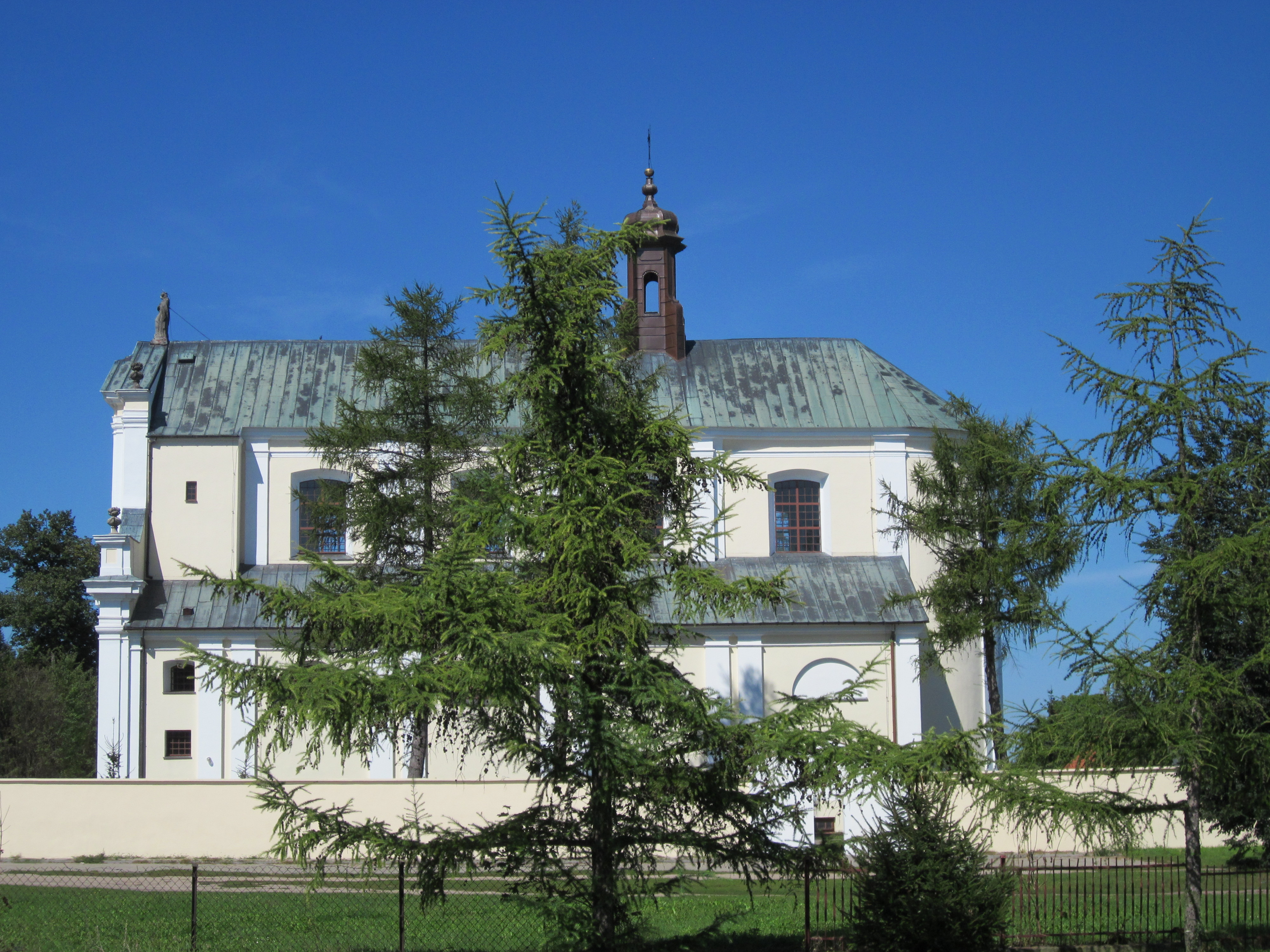
Elewacja boczna kościoła Trójcy Przenajświętszej
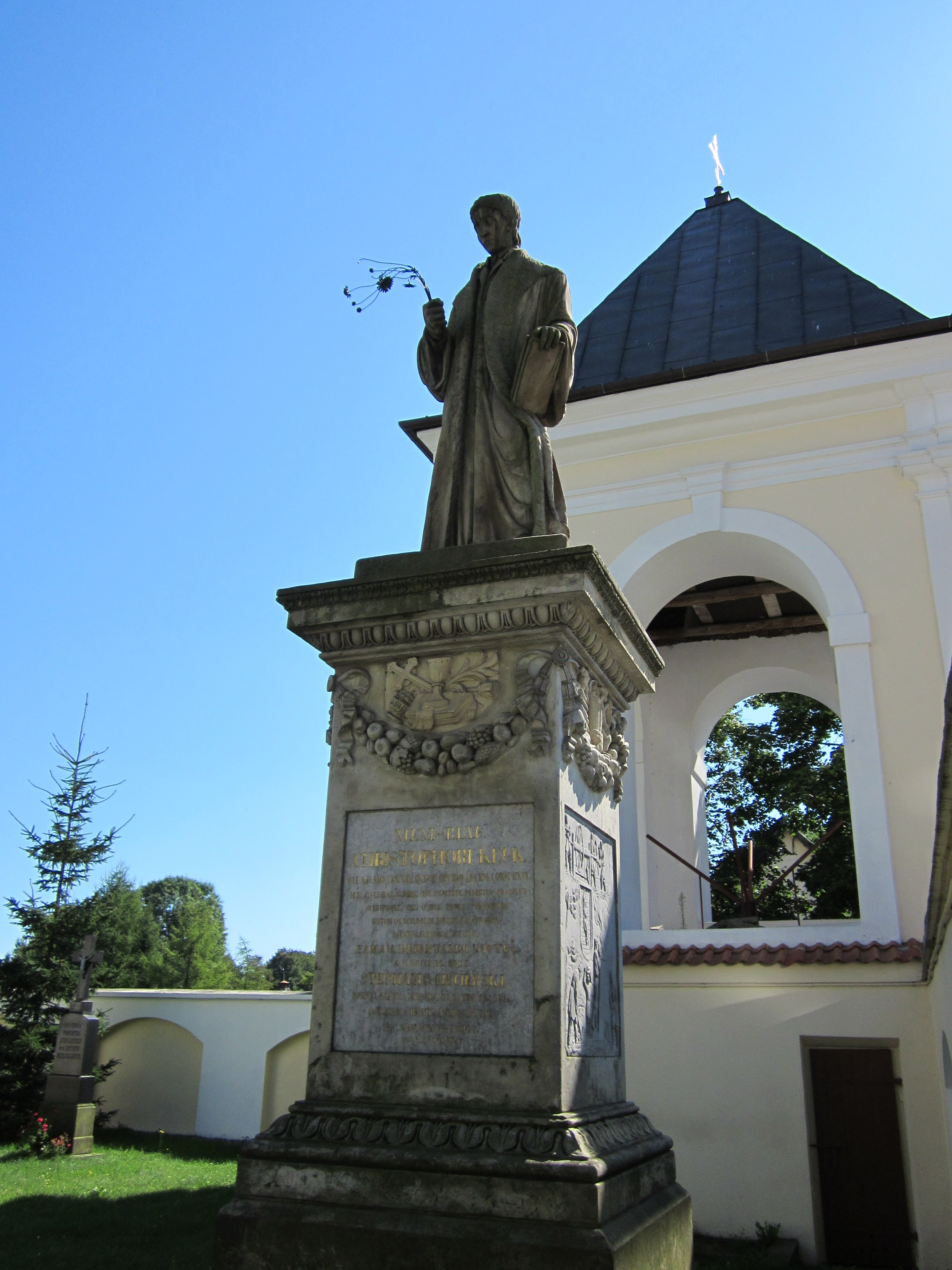
Pomnik ks. Krzysztofa Kluka
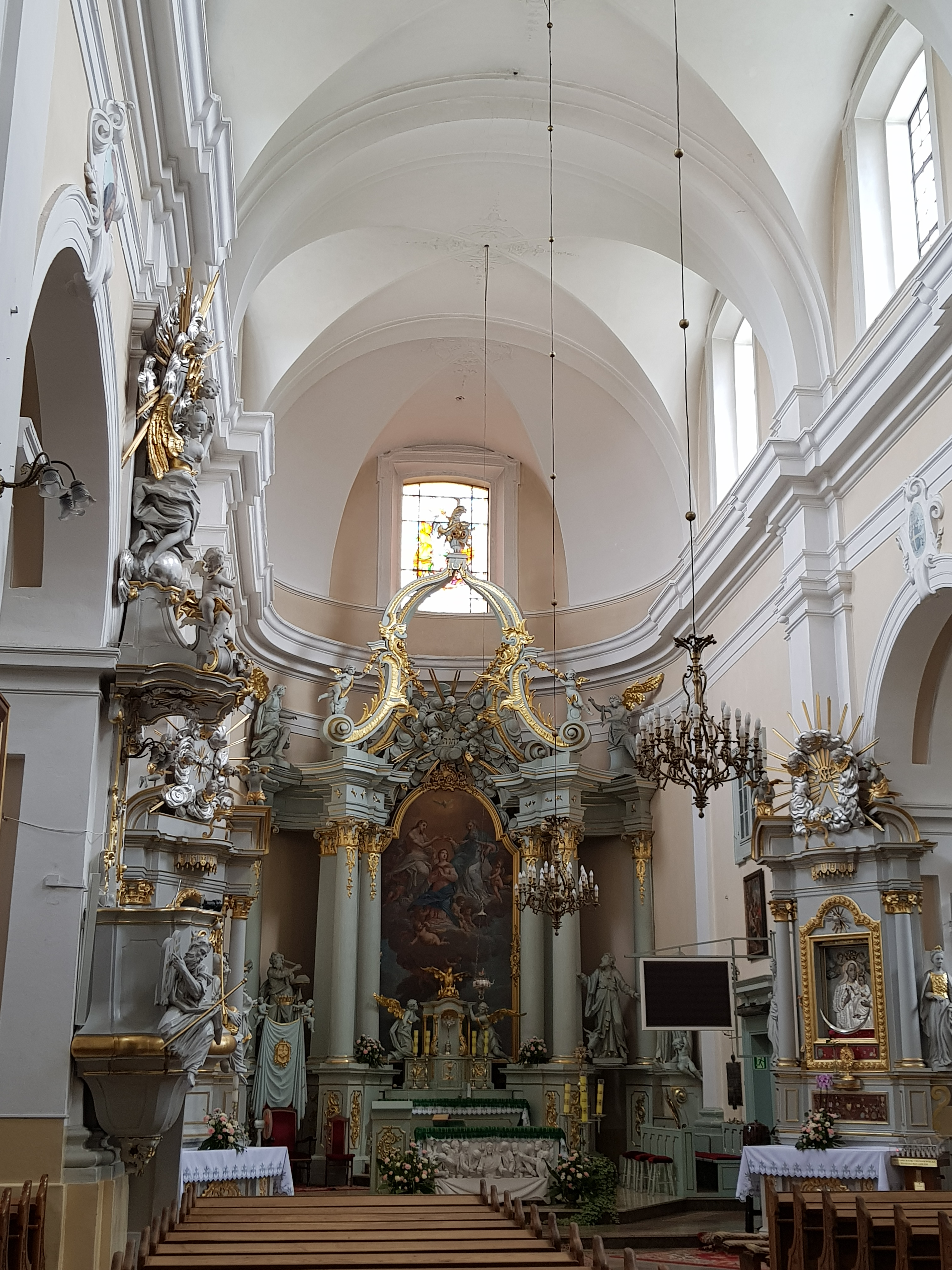
Wnętrze kościoła
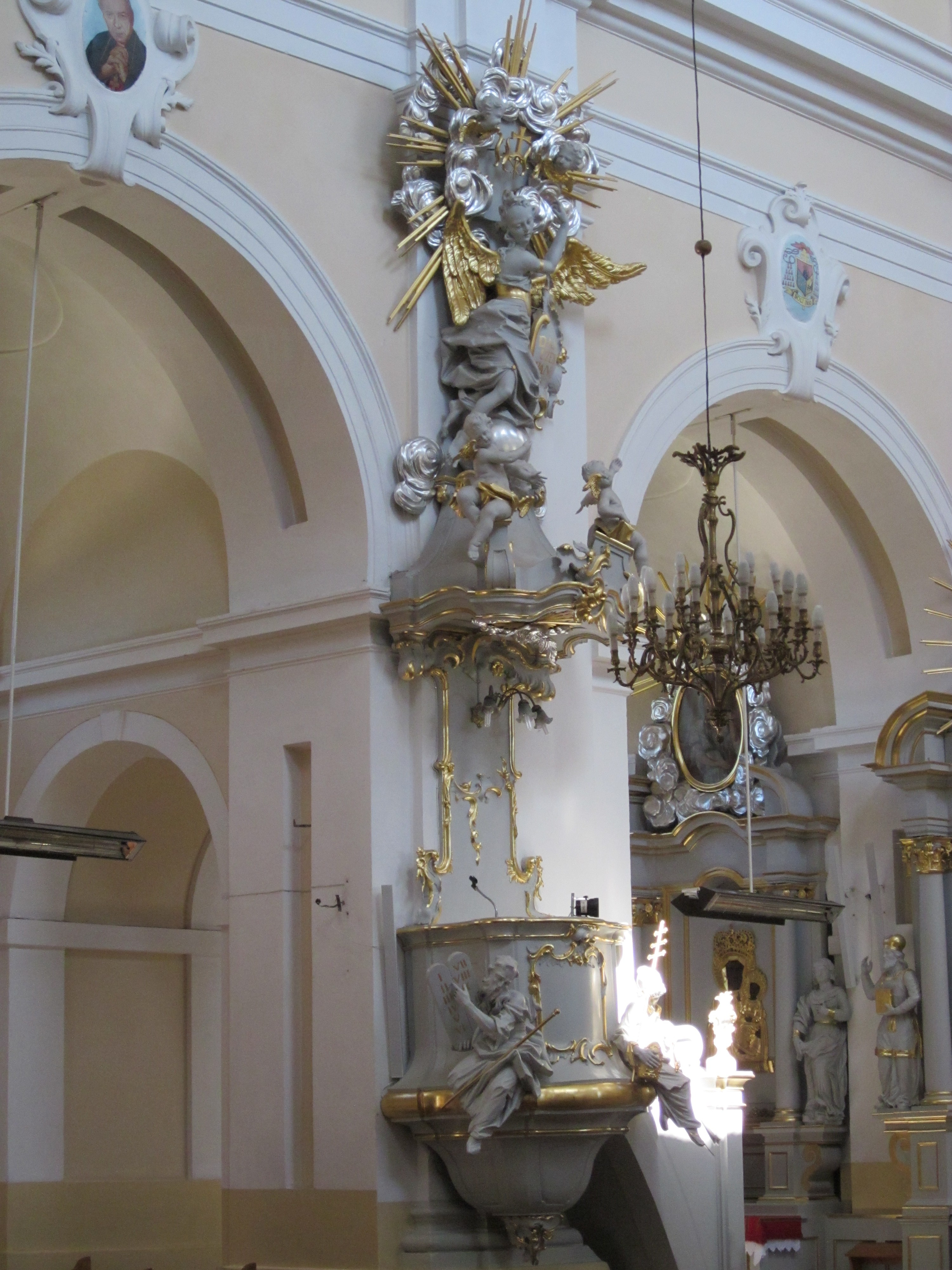
Wnętrze kościoła - Ambona  ok. 1750
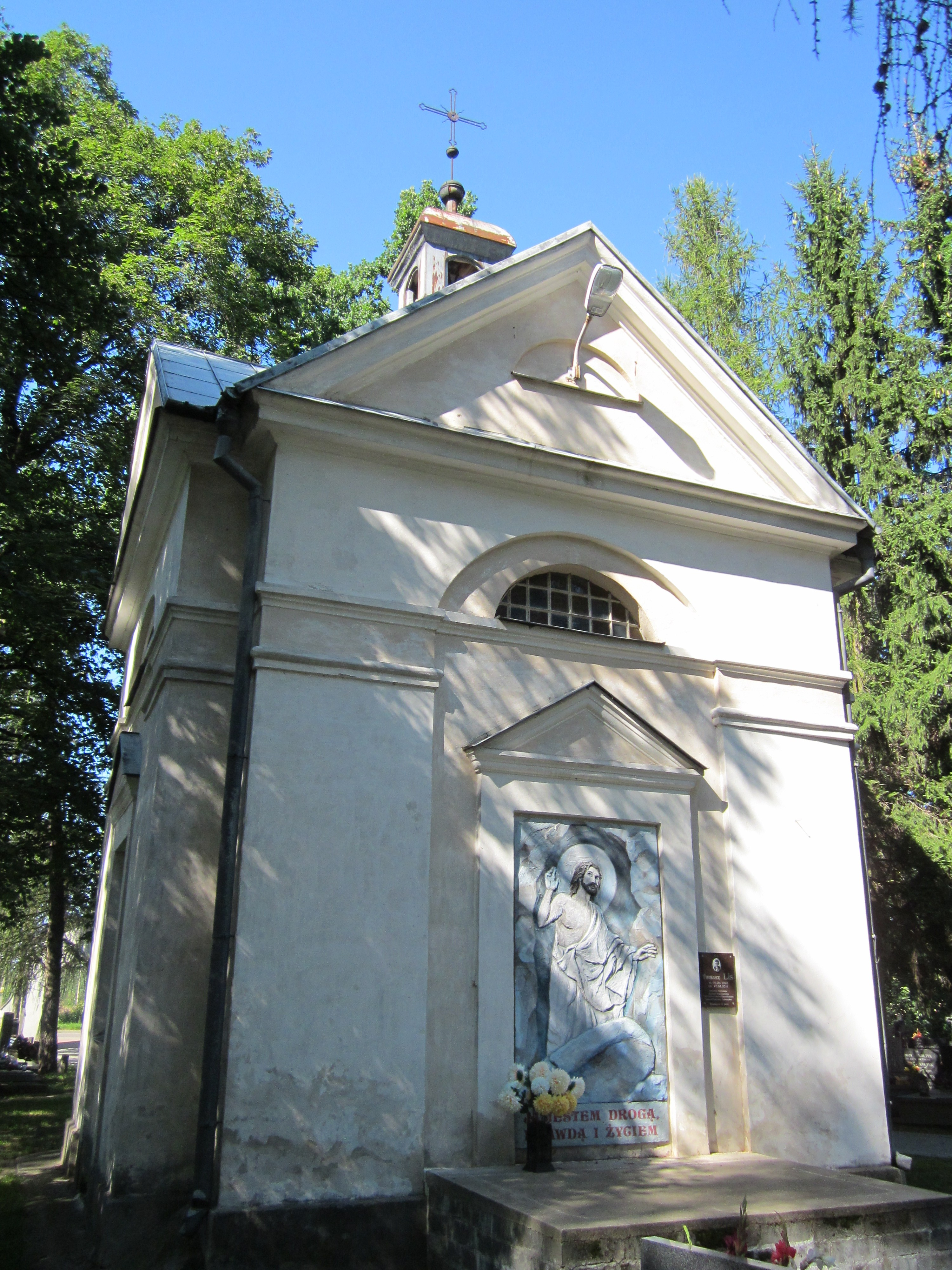
Kaplica grobowa Szczuków